# ولسوالی یاوان
یاوان یکی از ولسوالی‌های ولایت بدخشان در شمال خاوری افغانستان است که بطرف شمال شهر فیض آباد مرکز ولایت بدخشان به مصافه ۸۴ کیلومتر با جمعیت نزدیک به ۴۲۰۰۰ نفر موقعیت دارد. در سال ۱۹۹۵ میلادی دو ولسوالی دیگر به نامهای راغستان و کوهستان از این ولسوالی «راغ» جداشده مرکز ولسوالی (راغ) قدیم بنام مرکز آن یاوان مسما گردید. ولسوالی به نام راغ دیگر وجود ندارد.